# Tomoki Iwata
Tomoki Iwata (岩田 智輝, Iwata Tomoki, Oita, 7 april 1997) is een Japans voetballer die als verdediger speelt bij Oita Trinita.

## Clubcarrière
Iwata begon zijn carrière in 2015 bij Oita Trinita.

## Interlandcarrière
Iwata maakte op 20 juni 2019 zijn debuut in het Japans voetbalelftal tijdens een Copa América 2019 tegen Uruguay.

## Statistieken
| Japans voetbalelftal | Japans voetbalelftal | Japans voetbalelftal |
| Jaar                 | Wed.                 | Dlp.                 |
| -------------------- | -------------------- | -------------------- |
| 2019                 | 2                    | 0                    |
| Totaal               | 2                    | 0                    |